# Замок Коммарк
Замок Коммарк (фр. Château de Commarque) — замок у Франції, в департаменті Дордонь, на території комуни Лез-Езі-де-Таяк-Сірей, побудований на скелі в глибині долини річки Бень. На місці стародавнього каструма, всередині кріпосного пояса укріплень, розташований замок, каплиця і житла представників родової знаті. Він розташований навпроти замку Лоссель, що стоїть на протилежному березі Беня, який в Середньовіччі був зайнятий англійцями.До замку веде мощена щебенем дорога, від якої необхідно піднятися по стежці приблизно 600 метрів через ліс. З причини сильної важкодоступності замку, його також називають «забутою фортецею». З 1943 року замок класифікований як національний історичний пам'ятник. Відвідувати замок можуть усі охочі.

## Історія

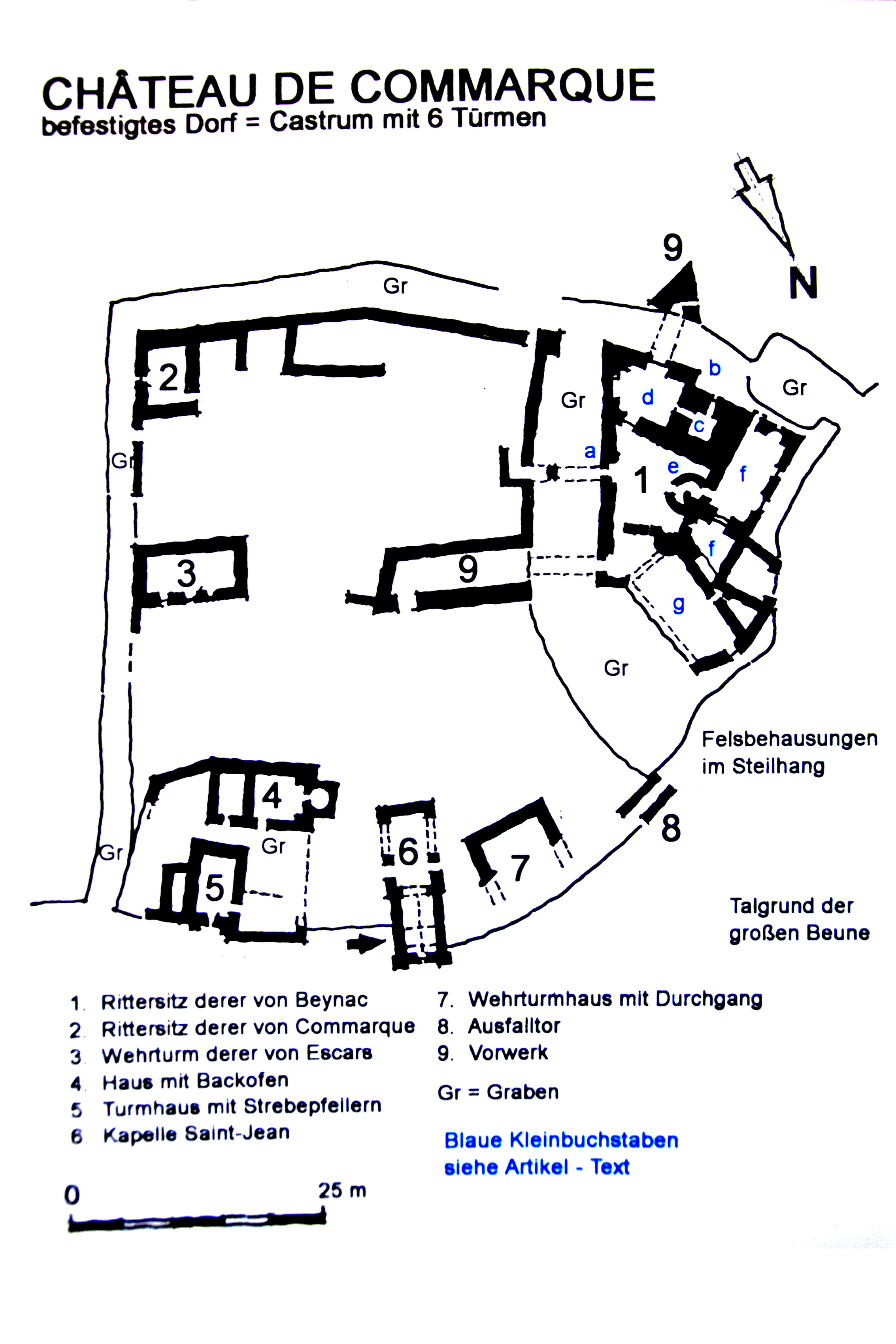
1. Будинок Бейнаків; 2. Будинок Коммарків; 3. Вежа Escars; 4. Будинок з піччю; 5. Будинок біля вежі; 6. Каплиця Сен-Жан; 7. Вежа з переходом; 8. Ворота; 9. Равелін; gr = рови

Заснований в XII столітті на вимогу абата Сарла, замок Коммарк, який мав спочатку просту дерев'яну вежу, повинен був стримувати амбіції сеньйорів Бейнак на владу в регіоні, а також захистити долину, де перетиналися два важливих торгових шляхи: залізниця з Періге у Каор і дорога з Брива в Бержерак. У XII столітті тут знаходилося поселення, донжон з житловими приміщеннями, каплиця та житлові будинки у вигляді веж; цей комплекс відомий під ім'ям «каструм Коммарк».
Після того як замок потрапив у володіння сім'ї Бейнак, поступово дерев'яну вежу замінили на кам'яний донжон, який багаторазово надбудовували, зокрема в 1380 році. Після цього в панському донжоні влаштувалися Бейнаки, місцеві сеньйори.
Надалі тут побудували кілька додаткових веж, у кожної були передбачені житлові приміщення. В будинках-вежах розташовувались члени дрібних споріднених сімей, у тому числі: Коммарки, Сандріе, Гондрікс, Ла-Шапель та інші. Кожен будинок-башта мав обгороджену ділянку, окремий підступ та рів.
В епоху Столітньої війни Бейнаки залишалися вірними союзниками французької корони. Тим не менш у 1406 році англійці зайняли замок і утримували його кілька років. Саме в цей період почався занепад роду Бейнаков. На початку 1500-х років члени давніх родинних прізвищ покинули каструм Коммарк.
Ще пізніше, в 1569 році, каструм був знову захоплений, на цей раз католиками в ході релігійних війн.
Гі де Бейнак (фр. Guy de Beynac) — останній власник замку Коммарк, помер в його стінах в 1656 році. У XVIII столітті замок покинули остаточно. Через століття, замок був зруйнований.
У 1968 році руїни замку купив Юбер де Коммарк. Він почав зміцнювати пошкоджені частини, а починаючи з 1994 року було виконано кілька реставраційних проектів. Протягом декількох років на об'єкті проводилися археологічні дослідження.

## Згадки в літературі
Дія кількох романів французького письменника Робера Мерля розгортається в цьому місці. Зокрема, у романі «Мальвіль» розповідається про невелику групу людей, що вціліла в Перигорі після ядерної війни; у серії історичних романів «Fortune de France» автор описав опір групи гугенотів у період французьких релігійних війн.

## Галерея

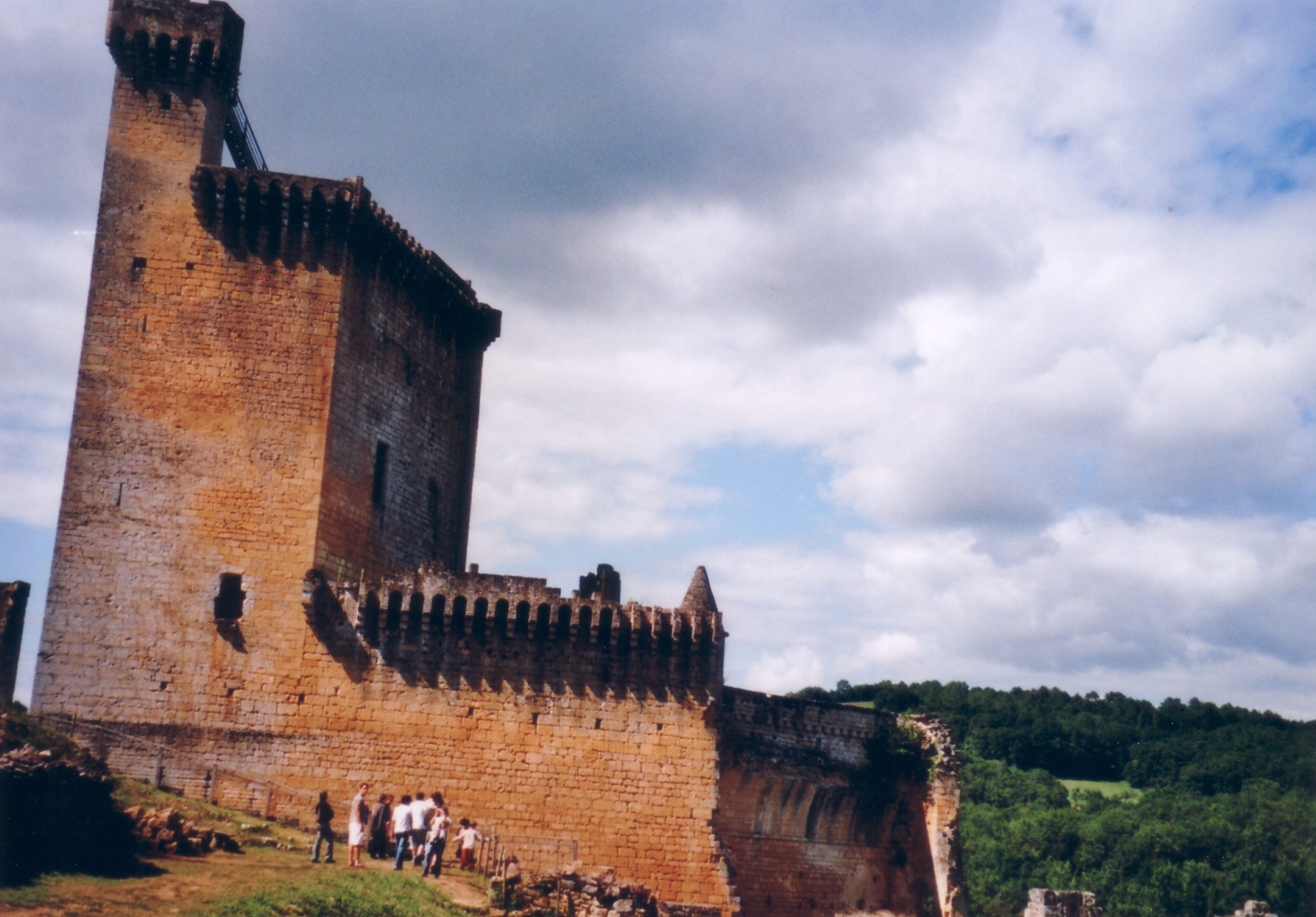
Панський донжон
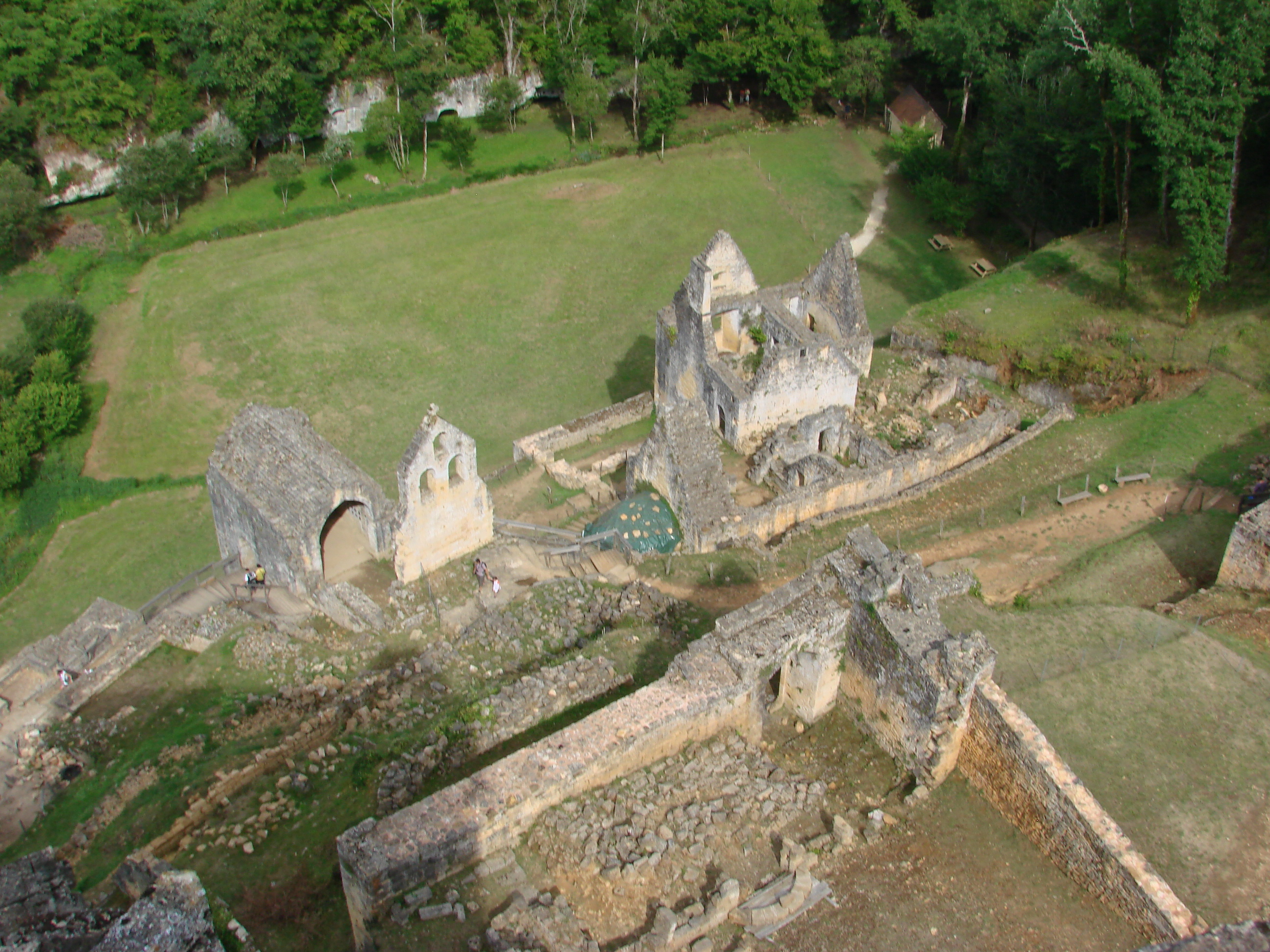
Каплиця Сен-Жан
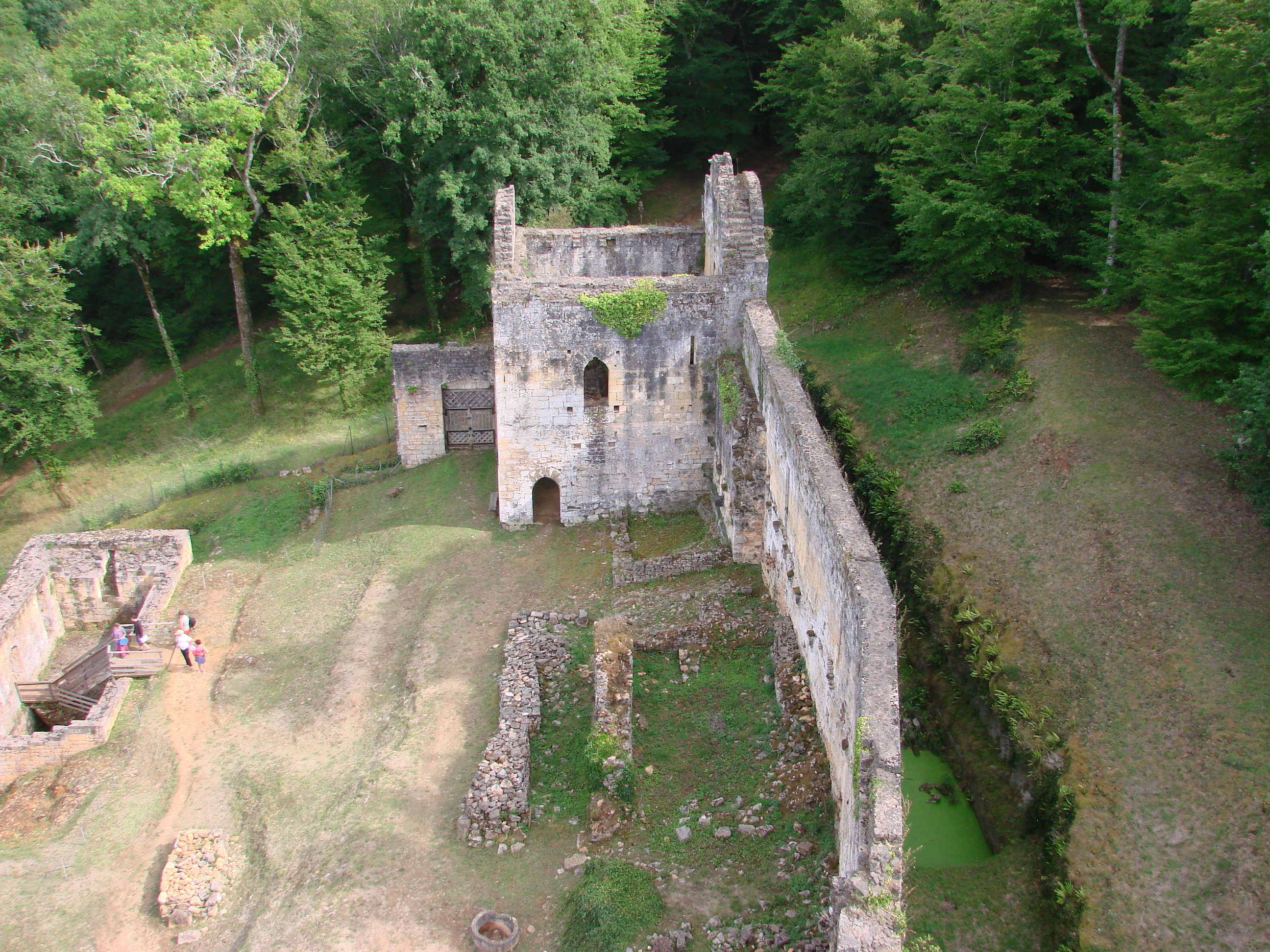
Руїни будинку Коммарків
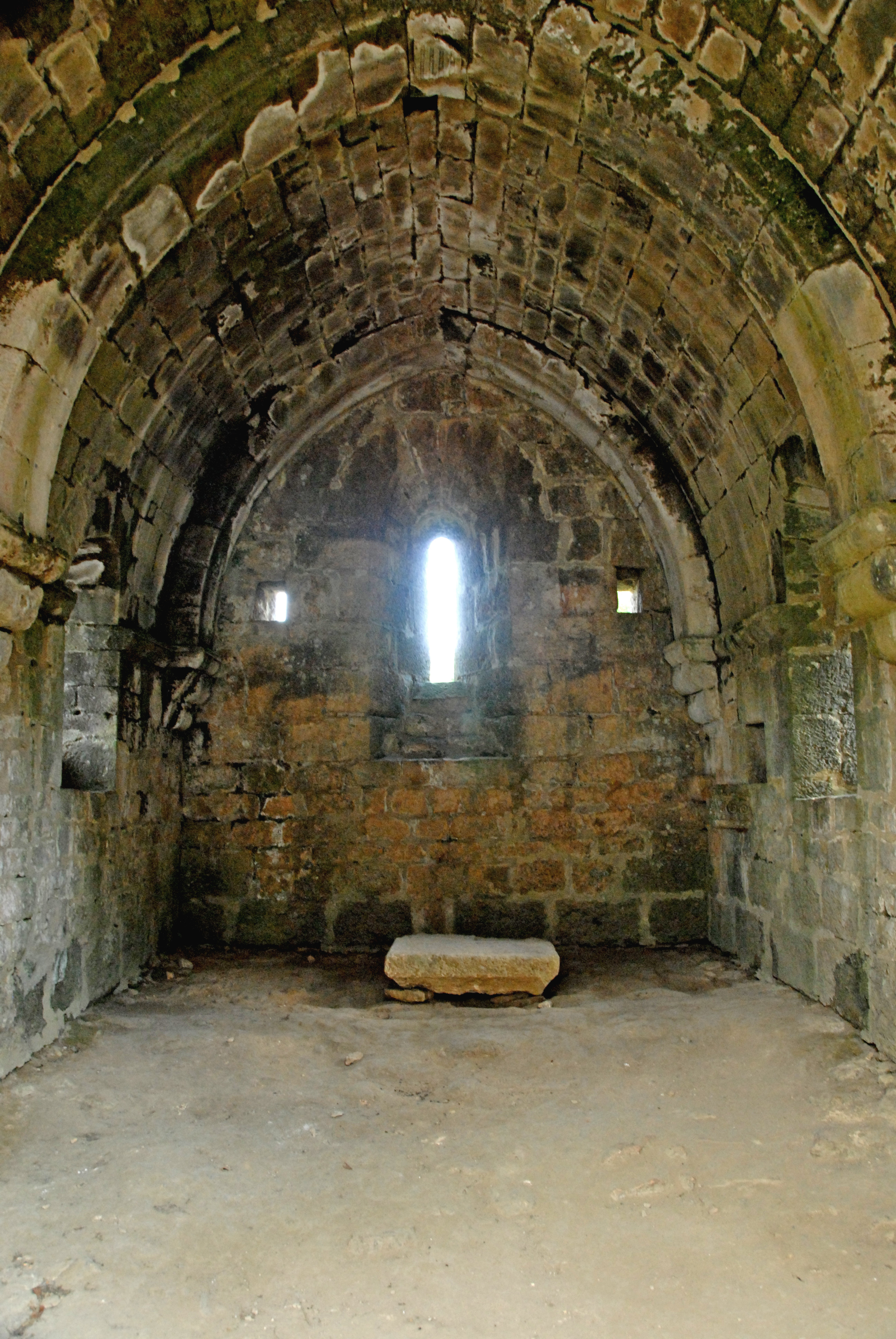
Залишки облаштування замку